# Реван (роман)
«Зоряні Війни: Стара Республіка: Реван» (англ. Star Wars: The Old Republic: Revan) — науково-фантастичний роман, частина Розширеного Всесвіту Зоряних війн. Був написаний Дрю Карпишиним, та був опублікований 15 листопада 2011 року.

## Персонажі
- Реван; майстер джедай (чоловік, людина)
- Скродж; володар ситів (чоловік, сит)
- Мітра Сурік; лицар джедай (жінка, людина)
- Кандерус Ордо; мандалоріанець наймит (чоловік, людина)
- Бастила Шан; лицар джедай (жінка, людина)
- T3-M4; астротехнік (дроід)
- Дарт Найрісс; Темний Радник (жінка, сит)
- Сечел; радник (чоловік, сит)
- Муртог; шеф безпеки (чоловік, людина)
- Дарт Кседрікс; Темний Радник (чоловік, людина)
- Володар Вітіейт; Імператор ситів (чоловік, сит)

## Сюжет
Роман починаться через два роки після подій Star Wars: Knights of the Old Republic з життя Ревана на Корусанті. Джедай зараз одружений з Бастилою Шан. Він розірвав майже всі стосунки з Радою Джедаїв, адже велика кількість членів Ордену вважала, що Реван повинен бути покараний за вбивства джедаїв. Реван вважає, що його ще чекають «пригоди»: відрізки його пам'яті з часів, коли джедай був темним Володарем приходили йому в жахливих сновидіннях. В прагненні роздобути хоч якусь інформацію Реван бажає знайти свого товариша ще з часів Мандалоріанських Війн — Мітру Сурік. (Вигнаннеці, головного персонажа Star Wars: Knights of the Old Republic II: The Sith Lords), але дізнається, що вона була вигнана з Ордену Джедаїв та пішла з Республіканського Простору. Зустріч із старим другом, Кандерусом Ордо дає Ревану можливість вилучити втрачені спогади; Реван та Кандерус приєднуються до гурту Мандалоріанськів, що шукають Маску Мандалора, традиційний символ вождя їхнього народу. Маска була забрана Реваном після того, як він переміг Мандалора Найвищого, та схована. Реван сподівався, що без маски Мандалоріанці не зможуть об'єднатися та не будуть представляти загрози, Реван хотів зламати дух та культуру Мандалоріанців. Перед тим як вийти в подорож, Реван дізнається від дружини що та завагітніла. Джедай переконує Бастілу залишитися на Корусанті, так як він не знає, чи повернеться він взагалі.
На невідомій Республіканцям планеті Дромунд Каас Імперія Ситів перебудувалася заново після того, як була винищена Республікою тисячі років тому.
Воїн ситів на ім'я Скродж був втягнутий в конфлікт між членами Темної Ради Ситів, вищого правлячого органу Імперії. Нарешті, наслідувач Темної Сторони став працювати на Дарт Найрісс з ціллю вичистити зрадників, що загрожували її безпеці. Скордж виконує свої обов'язки, не зважаючи на все повніше відчуття того, що Найрісс намагається його вбити. Коли Скордж заслужив довіру Найрісс, Майстер Ситів повідомляє йому про план заколоту на Імператора, так як вона вірить, що його божевілля призведе до падіння Імперії Ситів. Вона бере Скорджа на Нафему, планету де Імператор родився. Та на Нафемі немає жодного сліду енергії Сили. Найрісс розповідає Скорджеві, що тисячу років тому фермерська жінка завагітніла від Володаря Ситів, що породило Імператора. Знаний як Володар Вітіейт, він вбив своїх батьків взнавши правду про своє народження. За допомогою насилля та тиранії Вітіейт вбив правлячого на Нафемі Володаря Ситів. Після того, як Імперія Ситів програла війну проти Республіки, володар Вітіейт зібрав її шматки та утримав Імперії разом. Мріячи отримати все більшу владу — владу над смертю, він зібрав усіх найсильніших Володарів Ситів на Нафемі, де через темний ритуал ввібрав у себе енергію Сили з них, та з усієї планети. Найрісс боялася що Імператор планує нову інтервенцію у Республіку, та ризикує стабільністю Імперії та буттям цілої раси Ситів як такої — вона боялася її повного винищення джедаями.